# 통일

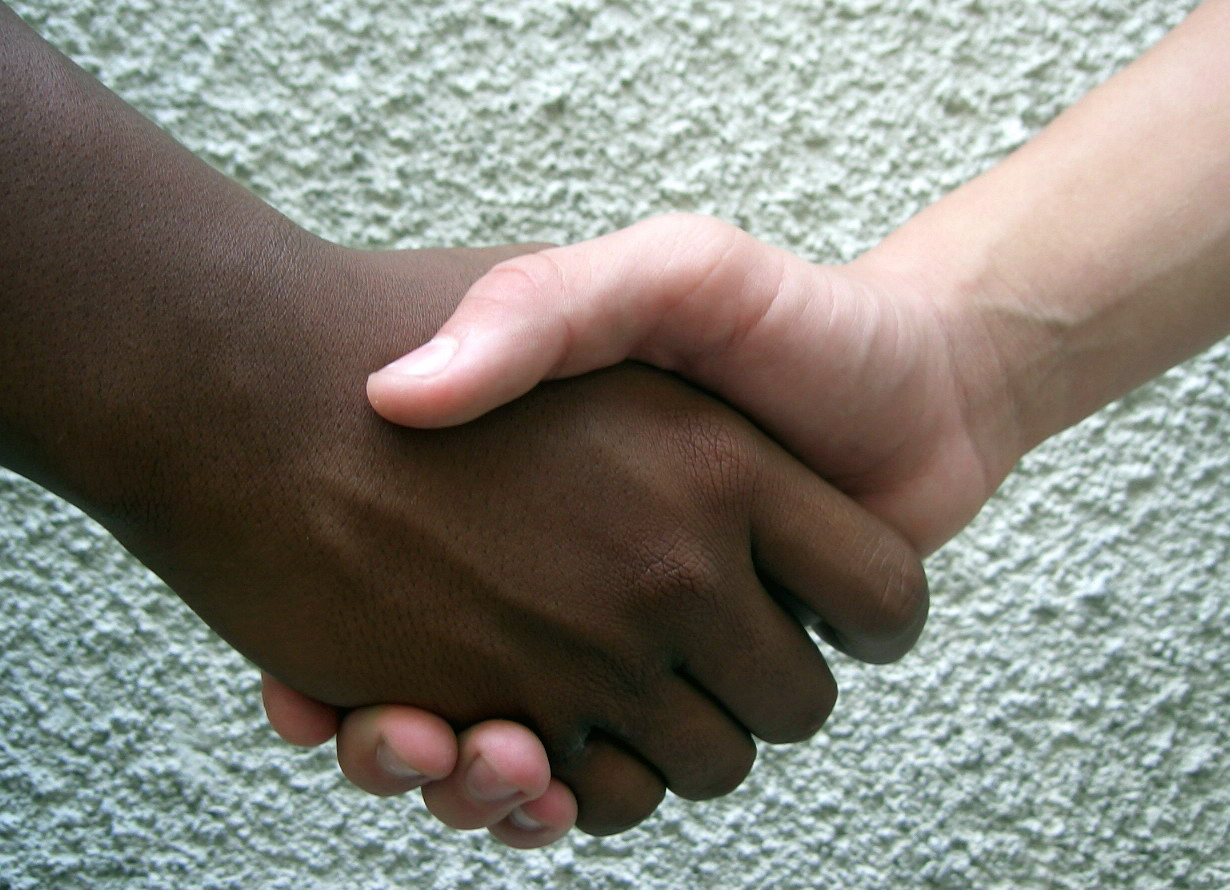

통일(統一), 또는 일통(一統)이란 사전적인 의미로 분할되어 있던 것들을 합쳐서 하나의 조직 또는 체제나 체계 아래로 결집하게 하는 것을 말한다. 일반적으로 한반도 통일 문제에 대해 가장 많이 쓰인다. 기타 분야에서의 합친다는 의미로는 통합을 더 많이 쓴다.

## 한국 역사 속의 통일

### 요약
한국은 역사적으로 고조선, 통일 신라, 고려, 조선 등의 통일 국가가 존재해, 한반도의 역사가 시작된 것으로 여겨지는 기원전 2333년부터 3,235년을 통일 상태로 있었고, 1,123년을 분단 상태로 존재했다.

### 신라의 삼국 통일
삼국 간의 항쟁에서 백제에게 밀리고 있던 신라는 고구려와 제휴하려 했으나 실패로 끝나게 되었고, 이에 신라는 중국 대륙을 통일한 당나라와 동맹을 맺어 백제와 고구려에 대항하고자 했다. 나당 동맹 이후, 신라는 백제를 공격하였는데, 그 사이 백제는 의자왕과 지배층의 향락 등으로 정치 질서의 문란이 생겨 국력이 쇠퇴하고 있었고, 계백이 황산벌에서 이에 저항하였으나 얼마 못가 패배하였고, 660년에 사비성이 함락되면서 백제는 멸망했다. 고구려는 잦은 전쟁으로 국력의 소모가 심했고, 정치적 내분 분열이 있었다. 결국 당나라의 공격으로 고구려는 668년에 멸망했다. 당나라는 신라와 연합하여 백제와 고구려를 멸망시키고, 신라를 이용해 한반도를 장악하려는 속셈을 가지고 있었고, 이러한 야심에 신라는 고구려와 백제의 유민들과 연합하여 당나라에 맞섰다. (나당 전쟁)
고구려 부흥 운동 세력을 후원하는 한편, 백제 땅에 대한 지배권을 장악하였고, 이어 남침해 오던 당나라의 20만 대군을 매소성에서 격파해 나·당 전쟁의 주도권을 장악하였다. 금강 하구의 기벌포에서 당나라의 수군을 섬멸하여 당나라의 세력을 한반도에서 완전히 몰아낸 신라는 삼국통일을 이루게 되었다. 하지만 옛 고구려의 영토인 대동강 이북과 만주 일대를 차지하지 못하였고, 외세의 도움을 받아 통일을 이루었으며, 뒤이어 한반도 북쪽과 만주 일대에 고구려를 계승한 발해가 들어서면서 남북국 시대가 형성되었다는 점을 살펴봤을 때, 신라는 완전한 한반도의 통일을 이루지 못했다고 할 수 있다.

### 고려의 후삼국 통일
9세기 말, 신라에서는 정치가 혼란해지고 전국 각지에서는 가혹한 조세 수취에 반발하여 농민 봉기가 발생했다. 이러한 가운데 지방 호족들이 신라 조정으로부터 독립하여 각자 자신의 세력을 키웠는데 그 중에서도 견훤과 궁예가 가장 강한 세력을 구축하였다. 이들은 주변 호족들을 통합하여, 스스로 나라를 세우고 건원칭제하기에 이르렀다. 견훤이 먼저 백제를 계승한다는 의미로 '백제'를 세웠고<'삼국시대 백제와'의 구별을 위해 보통 '후백제'로 부른다.>, 뒤이어 궁예도 고구려를 계승한다는 의미의 고려<고구려는 장수왕 이후에 '고려'라는 국호를 썼다. 아까와 같은 까닭으로 '후고구려'라고 부른다.>를 세웠다. 이로써 후고구려, 후백제, 신라 삼국이 서로 대립하게 되었는데, 이 시기를 후삼국 시대라 부른다.
이후 궁예가 쫓겨나게 되었고, 신하들의 추대를 받아 왕건이 임금의 자리에 올라 국호를 고려<궁예가 철원으로 천도한 이후에는 '태봉'이라는 국호를 썼다.>, 연호를 천수(天授)라고 하였고, 서울을 송악(개성)으로 옮겼다. 왕건은 서울을 송악으로 옮김으로써 스스로의 정치적·군사적 기반을 확고히 할 수 있었다.
이후 왕건은 대외 정책에 있어 궁예와는 달리 친(親)신라 정책을 썼는데, 이는 견훤을 타도하기 위한 까닭이며, 신라의 전통과 권위의 계승자로서의 지위를 얻으려고 한 것이었다.
이후, 신라의 마지막 왕이었던 경순왕이 고려에게 항복하였고, 자식들에 의해 절에 갇혔다가 탈출한 견훤이 고려에 귀순하자 왕건은 후백제를 멸망시켜 936년에 후삼국을 통일하였다. 한편 926년 발해가 거란의 침략을 받고 멸망하자, 왕족을 비롯한 유민들을 대거 받아들임으로써 보다 자주적인 민족통일을 이루게 되었다.

### 현대

#### 광복 이후
1945년 8월 15일, 38도선을 경계로 그 이남 지역의 자본주의와 그 이북 지역의 공산주의가 대립하였다. 몽양 여운형과 안재홍 등이 미군정의 후원으로 좌우합작위원회를 출범한 것과 백범 김구가 1948년에 남북협상을 이끌어낸 것 등은 한국 전쟁 이전에 한민족이 사상적인 통일을 이룩하려고 했던 노력으로 볼 수 있다. 그러나 여운형과 김구가 괴한에게 피습되고 남북( 대한민국과  조선민주주의인민공화국)에 각개의 정권이 들어선 이후에 터진 한국 전쟁으로 인해 남북의 대립은 대결로 표출되었다.
그러다 1970년대에 들어서 고위급 회담이 실시되었고, 김대중 정부에 들어서는 남북 간의 정상이 만난 남북정상회담이 열리는 등 화해와 통일의 분위기가 조성되었고, 이는 노무현 정부까지 이어졌다. 그러다 이명박 정부 때 금강산 관광객 피격 사망 사건과 천안함 피격 사건, 연평도 포격 사건 등으로 인해 남북간의 관계는 다시 싸늘해지게 되었고, 현재까지도 이러한 냉전관계는 지속되고 있다. 박근혜 전 대통령의 탄핵 후 들어선 문재인 정부는 남북관계 개선에 노력을 가하고 있지만 조선민주주의인민공화국은 여전히 대남 도발을 일삼고 있다.
한국과 중국의 국제정치학자들은 한반도 통일이 불가피한 추세이며, 통일이 한국에 의해 주도될 것으로 봤다. 주펑(朱鋒) 베이징대 국제관계학원 교수는 30일 통일연구원 주최로 베이징에서 열린 '한반도 통일과 한·중 협력 방안' 국제포럼에서 "한국은 어떤 대가를 치르더라도 한반도를 통일하겠다는 전략적 결정을 내린 것으로 보인다. 통일은 한국에 의해 주도될 것"이라고 말했다.

## 베트남 역사 속의 통일

### 요약
- 후 레 왕조의 남북조 통일.
- 광남국 (완조)의 남북 통일.
- 북베트남(베트남민주공화국)과  남베트남(베트남공화국)

### 민주화 통일
북베트남과 그 지원을 받은 베트콩이 미국의 괴뢰국가였던 남베트남을 타도하여 베트남을 통일했다.

## 독일 역사 속의 통일

### 요약
- 철혈 재상이라 불렸던 오토 폰 비스마르크의 지도 하에서 분열된 독일의 여러 제후국을 독일 제국(독일의 제2제국) 하에 귀속케 했다.
- 독일 (서독, 독일연방공화국)과  독일민주공화국(동독)

### 서독과 동독
서독은 통일에 적극적이었고 동독은 소극적이었으나, 베를린 장벽 붕괴에 의해 동독의 존재 의의가 소멸해 통일하였다. 그러나 대독일주의(大獨逸主義)의 관점으로부터 생각하면, 통일은 단일 민족에 의한 대독일을 의미하기 때문에 신성로마제국과 나치 독일 외에는 통일되어 있지 않은 상태이다.

## 이탈리아 왕국의 통일

### 요약
1815년 이탈리아반도에 나폴레옹이 통치하는 이탈리아 공화국과 이탈리아 왕국이 세워지자 이 지역에 살고 있는 사람들 사이에서 민족주의가 고취되기 시작했다. 나폴레옹의 통치가 몰락하기 시작하자, 다른 국가의 군주들은 자신의 왕위를 지키기 위해 애국주의를 내걸었다. 이탈리아 왕국 계승을 오스트리아로부터 인정받으려 시도한 이탈리아의 부왕인 외젠 드 보아르네와 자신의 통치하에 이탈리아의 통일을 이룩하고자 이탈리아의 애국자들의 도움을 요청한 조아생 뮈라는 이 군주들 중 한 명이였다. 그 후 1871년  이탈리아 왕국으로 통일되었다.

## 예멘의 통일

### 요약
예멘은 과거에 오스만 제국으로부터 독립한 예멘 왕국에서 쿠데타가 일어나 생긴  북예멘(예멘아랍공화국)과, 영국으로부터 독립하여 사회주의 국가가 된  남예멘(예멘인민민주공화국)으로 분리되어 있었다. 비록 1970년대 들어서 두 번이나 전쟁했어도 1990년 5월 22일에 결국 합의로 통일하였다.

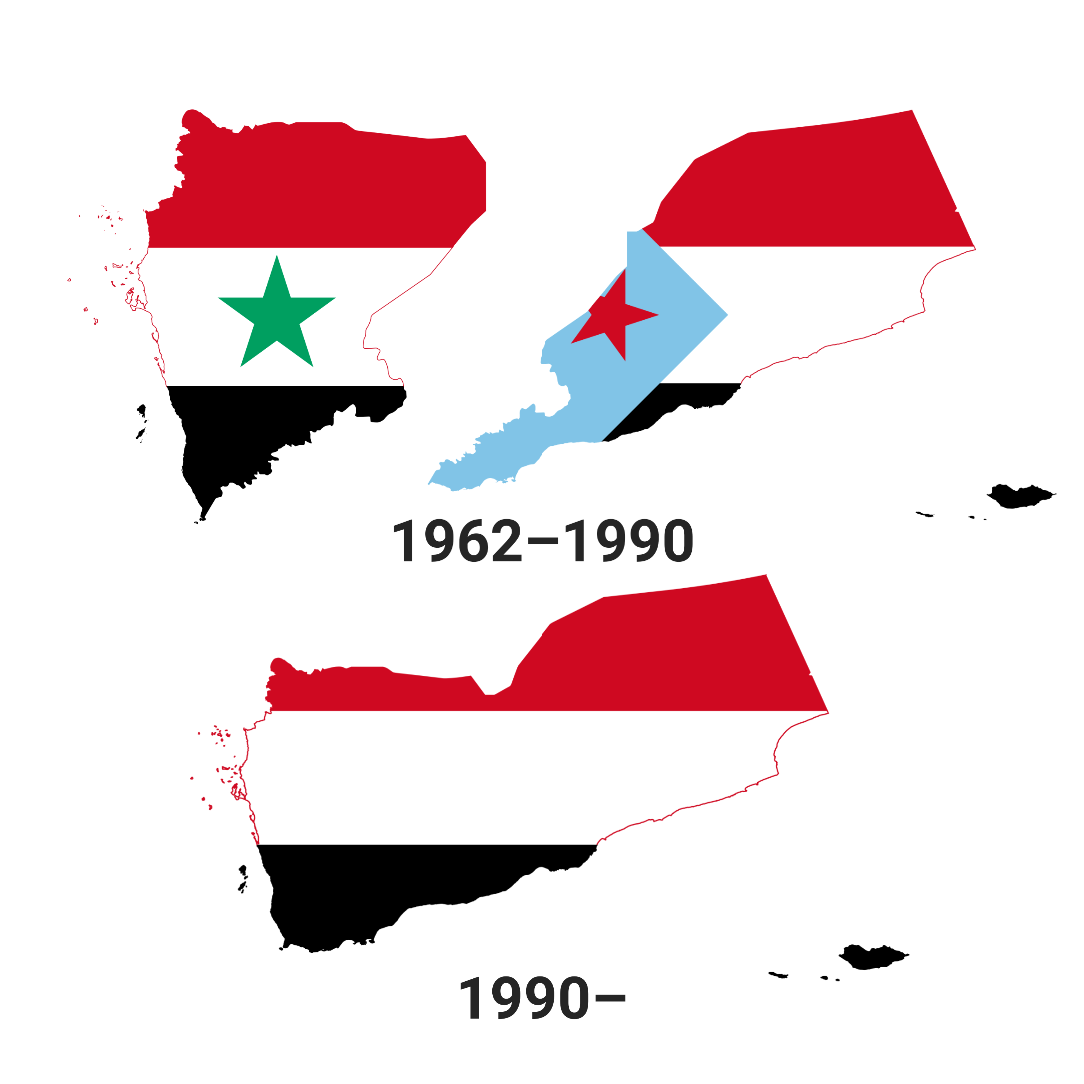
예멘 분단

남예멘과 북예멘의 국기는 별 국장과 삼각형으로 되어있는 차이점이 있다가 통일 후 예멘의 국기가 변천했을 무렵에는 삼색기만을 쓰는 공동 국기로 사용했는데 독일의 재통일과 비슷했다.

## 중국 역사 속의 통일

### 요약
- 진시황의 춘추 전국 시대 통일.
- 한 고조의 중원 통일.
- 진나라의 삼국 통일.
- 수나라의 남북조 통일.
- 송나라의 오대십국 통일.
- 명나라의 중국통일

### 근현대 중국
1949년 10월 1일에  중화인민공화국이 건국된 이후부터 적화통일을 완료했다. 그리고, 중화인민공화국 정부는 하나의 중국 원칙을 내세워 중화민국과 그 부속도서에 대해 영유권을 주장하고 있다. 한편,  중화민국은 민주진보당이 집권했을 때 국호 변경 등을 추진하며 탈중국 체제로 바꾸려고 시도했으나, 2008년 중국 국민당이 재집권하면서 이러한 움직임은 사실상 무산되었다.
기타로 영국령 홍콩과 포르투갈령 마카오가 1997년과 1999년에 중화인민공화국에게 이양받았으나 그곳은 특별행정구로 지정되어서 결국엔  홍콩과  마카오라는 자유 도시가 되었다. 또한 스포츠 경기에서도 따로 본선에 진출한다.

## 러시아

### 요약
모스크바 공국이 타타르의 지배로부터 독립된 이후, 모스크바 공국을 중심으로 러시아를 통일, 훗날 로마노프 왕조가 된다.

## 통일을 시도했다가 실패한 국가들
- 소련
  - 소련의 붕괴
- 유고슬라비아 사회주의 연방 공화국
  - 유고슬라비아 해체
  - 유고슬라비아 연방
- 체코슬로바키아
  - 체코슬로바키아의 해체

## 기타
- 아난 계획:  키프로스와  북키프로스의 통일 방안
- 루마니아와  몰도바(루마니아와 몰도바의 통일)
- 아제르바이잔과  나고르노카라바흐 공화국(아제르바이잔와 나고르노카라바흐의 통일)
- 몰도바와  트란스니스트리아(몰도바와 트란스니스트리아의 통일)
- 조지아와  남오세티야(조지아와 남오세티야의 통일)
- 모로코와  서사하라(모로코와 서사하라의 통일)
- 조지아와  압하스(조지아와 압하스의 통일)
- 세르비아와  코소보 공화국(세르비아와 코소보의 통일)
- 소말리아와  소말릴란드(소말리아와 소말릴란드의 통일)
- 팔레스타인(팔레스타인의 통일)
- 리비아(리비아의 통일)

## 같이 보기
- 국가 연합
- 연방제
- 민족통일주의
- 분리독립